# Dormire con il diavolo
Dormire con il diavolo: Come Washington ha venduto l'anima per il petrolio dell'Arabia Saudita è il secondo libro (dopo La disfatta della CIA) scritto dall'ex ufficiale della CIA Robert Baer.
Il libro racconta della relazione esistente tra Stati Uniti e Arabia Saudita.
I fondi sovrani sauditi investono trilioni di dollari in azioni di società americani e depositano gran parte dei proventi dei petrodollari in banche statunitensi.
Baer asserisce che le relazioni politiche con la casa reale dei Saud non è solamente ipocrita rispetto ai valori americani, ma anche che formi fondamenta instabili per la sicurezza dell'economia statunitense.